# 1700年代
1700年代（せんななひゃくねんだい）は、
1. 西暦（グレゴリオ暦）1700年から1709年までの10年間を指す十年紀。本項で詳述する。
2. 西暦1700年から1799年までの100年間を指す。18世紀とほぼ同じ意味であるが、開始と終了の年が1年ずれている。

## できごと

### 1700年
- 1699年か1700年に最後のモーリシャスクイナが最後に死亡し、絶滅した。
- 大北方戦争が勃発（-1721年）。
- 米国北西部のカスケード沈み込み帯にて大規模な地震発生。
- コンスタンティノープル条約締結。

### 1701年
18世紀の開始年
- 4月21日（元禄14年3月14日）- 江戸城本丸御殿の松之大廊下で、浅野長矩が吉良義央に刃傷におよぶ。
- 5月23日（ユリウス暦5月12日） - 海賊キャプテン・キッド、ロンドンにて絞首刑に処せられる
- プロイセン王国成立（+ 1918年）。
- カトリック教徒をイギリス王位継承者として認めないという王位継承法が制定される。

### 1702年
- スペイン継承戦争、アン女王戦争が勃発（-1713年）。

### 1703年
- 1月30日（元禄15年12月14日）- 浅野長矩の遺臣が本所の吉良屋敷に夜討をかける（赤穂事件）。
- 12月31日（元禄16年11月23日）- 江戸で大地震発生（元禄大地震）。
- 幕府、大和川付替え工事を正式に決定。

### 1704年
- 4月16日（元禄17年3月13日） - 日本、改元して宝永元年。

### 1706年
- スウェーデンがポーランド・リトアニア共和国を支配する（-1709年）。
- 大和川付替え工事完成。

### 1707年
- イングランド王国とスコットランド王国が合併し、グレートブリテン王国となる。
- 富士山が噴火（宝永大噴火）。

### 1709年
- 徳川家宣、徳川幕府6代将軍となる。
- 7月8日（旧暦6月27日）、ポルタヴァの戦い。